# Betula globispica
Betula globispica är en björkväxtart som beskrevs av Mitsutarô `Kotaro' Shirai. Betula globispica ingår i släktet björkar, och familjen björkväxter. Inga underarter finns listade.